# Vương Xử Tồn
Vương Xử Tồn (giản thể: 王处存; phồn thể: 王處存, 831–895) là một tướng lĩnh cuối thời nhà Đường, cai quản Nghĩa Vũ quân. Ông là một trong các tướng lĩnh có đóng góp nhiều nhất trong chiến dịch trấn áp cuộc nổi dậy của Hoàng Sào.

## Thân thế
Vương Xử Tồn sinh năm 831, tức dưới triều đại của Đường Văn Tông. Ông là người lý Thắng Nghiệp, huyện Vạn Niên, Trường An, tổ tiên của ông từng làm sĩ quan trong Thần Sách quân trong nhiều thế hệ. Cha của ông là Vương Tông (王宗) không những là một tướng cao cấp trong Thần Sách quân, mà còn là một thương nhân tài giỏi. Theo ghi chép, Vương Tông trở nên giàu có đến nỗi có thể phung phí lương thực và có rất nhiều nô bộc. Vương Tông từng đảm nhiệm các chức vụ Kiểm hiệu tư không, Kim ngô đại tướng quân, Tả nhai sứ, Diêu Lĩnh và Hưng Nguyên tiết độ sứ. Bản thân Vương Xử Tồn bắt đầu sự nghiệp với chức hữu quân trấn sứ, sau từng thăng làm kiêu vệ tướng quân và tả quân tuần sứ. Sau đó, ông được bổ nhiệm giữ chức Định châu chế trí sứ, châu này khi đó là thủ phủ của Nghĩa Vũ quân. Năm 879, Vương Xử Tồn được bổ nhiệm giữ chức Nghĩa Vũ tiết độ sứ.

## Chống Hoàng Sào
Khoảng tết năm 881, quân nổi dậy của Hoàng Sào công chiếm kinh sư Trường An và xưng là hoàng đế Đại Tề, Đường Hy Tông chạy hướng đến Thành Đô. Khi hay tin Trường An thất thủ, Vương Xử Tồn quyết định suất quân tiến về Trường An tiếp viện cho triều đình ngay từ trước khi Đường Hy Tông truyền lệnh, ông cũng phái 2.000 lính đến Hưng Nguyên để hộ giá Hoàng đế. Vương Xử Tồn liên kết với Hà Trung tiết độ sứ Vương Trọng Vinh; họ suất quân tiến về phía Trường An, lập trại ở bờ bắc sông Vị.
Vào mùa hè năm 881, một số tướng Đường hợp binh gần Trường An để chuẩn bị tái chiếm thành, trong đó, ngoài Vương Xử Tồn và Vương Trọng Vinh, còn có Đường Hoằng Phu (唐弘夫), Trình Tông Sở (程宗楚), Thác Bạt Tư Cung, và Trịnh Điền. Lo sợ trước liên quân Đường, Hoàng Sào từ bỏ Trường An và chạy trốn; trong khi đó cư dân Trường An cố gắng hỗ trợ quân Đường bắt cách ném gạch đá vào quân Tề. Trình Tông Sở, Vương Xử Tồn và Đường Hoằng Phu tiến vào thành để tán dương các cư dân. Tuy nhiên, thay vì úy lạo dân chúng, các binh lính lại cướp bóc kinh thành, sa lầy với số tài sản cướp được. Quân Tề biết được điều này và tiến hành phản công, và sau các trận chiến trên đường phố, quân Đường bị đè bẹp. Trình Tông Sở và Đường Hoằng Phu bị giết, còn Vương Xử Tồn chỉ có thể thoát thân. Quân Tề tái chiếm Trường An và đồ sát cư dân vì họ đã trợ giúp cho quân Đường trong lúc giao tranh. Một thời gian sau đó, quân Đường không thể tiến hành một cuộc tiến công khác nhằm tái chiếm Trường An. Trong khi đó, tù trưởng Sa Đà là Lý Khắc Dụng quyết định quy phục triều đình Đường và đem quân đến tiếp viện, song cũng tiến hành cướp bóc tại Hãn châu và Đại châu. Gia tộc của Vương Xử Tồn và Lý Khắc Dụng kết sui gia trong nhiều đời và có quan hệ hữu hảo, do vậy Đường Hy Tông bảo ông viết thư cho Lý Khắc Dụng vào mùa thu năm 882, quở trách Lý Khắc Dụng về việc cướp bóc và bảo Lý Khắc Dụng chờ nhận lệnh nếu thực lòng muốn cứu viện triều đình.
Năm 883, Lý Khắc Dụng tiến quân đến vùng phụ cận Trường An, liên quân Đường lại tiến công và chiếm được thành. Hoàng Sào chạy trốn về phía đông, và cuối cùng bị giết vào năm 884. Chư đạo hành doanh đô thống Vương Đạc sau đó vinh danh các tướng lĩnh lập công lao trong chiến dịch, Vương Xử Tồn được vinh danh đứng thứ nhất trong việc "cần vương cử nghĩa".

## Sau loạn Hoàng Sào
Triều đình ban thưởng cho các tướng lĩnh, Lý Khắc Dụng được bổ nhiệm giữ chức Hà Đông tiết độ sứ, ông ta sau đó dùng Hà Đông làm căn cứ để tiếp tục khuếch trương thế lực. Vương Xử Tồn tiếp tục tuân lệnh triều đình, song cũng liên kết với Lý Khắc Dụng, cho cháu của mình kết hôn với con gái của Lý Khắc Dụng. Tuy nhiên, láng giềng của Vương Xử Tồn là Thành Đức tiết độ sứ Vương Dung và Lô Long tiết độ sứ Lý Khả Cử lại lo sợ Lý Khắc Dụng, do đó họ quyết định tiến công Vương Xử Tồn rồi chia nhau Nghĩa Vũ. Vào mùa xuân năm 885, họ phát động tiến công, và thuyết phục Đại Đồng tiết độ sứ Hách Liên Đạc tiến công Lý Khắc Dụng để ngăn không cho quân Hà Đông cứu viện Vương Xử Tồn.
Tuy nhiên, cuộc tiến công của Hách Liên Đạc không thể ngăn được Lý Khắc Dụng đến cứu viện Vương Xử Tồn, và quân Hà Đông đẩy lui quân Thành Đức. Tướng của Lý Khả Cử là Lý Toàn Trung chiếm được Dịch châu- một trong hai châu của Nghĩa Vũ. Tuy nhiên, quân Lô Long trở nên ngạo mạn sau khi chiếm được Dịch châu. Vương Xử Tồn cho 3.000 lính giả làm cừu (bằng cách mặc da cừu) tiến đến vào ban đêm. Quân Lô Long nghĩ rằng đó là cừu thật nên xông ra để bắt. Vương Xử Tồn sau đó tập kích đánh bại quân Lô Long và tái chiếm Dịch châu, buộc Lý Toàn Trung phải chạy trốn.
Trong khi đó, Vương Trọng Vinh và người kiểm soát triều đình là Tả Thần Sách quân trung úy Điền Lệnh Tư xảy ra tranh chấp. Điền Lệnh Tư thỉnh Đường Hy Tông ban một chiếu chỉ thuyên chuyển Vương Trọng Vinh đến Thái Ninh , chuyển Thái Ninh tiết độ sứ Tề Khắc Nhượng chuyển đến Nghĩa Vũ, và chuyển Vương Xử Tồn chuyển đến Hà Trung. Vương Xử Tồn phản đối, nói rằng mình vừa mới đẩy lui cuộc tiến công của quân Lô Long/Thành Đức và không thể rời khỏi Nghĩa Vũ lúc này, và để giúp đỡ cho Vương Trọng Vinh, ông nói rằng Vương Trọng Vinh từng lập được đại công trong việc trấn áp Hoàng Sào và không nên dễ dàng bị thuyên chuyển. Điền Lệnh Tư bỏ qua phản đối của Vương Xử Tồn, lệnh cho ông phải đến Hà Trung. Vương Xử Tồn đến Tấn châu, song sau đó phải đối mặt với kháng cự từ phía thuộc hạ của Vương Tọng Vinh là Tấn châu thứ sử Ký Quân Vũ (冀君武), do đó ông trở lại Nghĩa Vũ.
Năm 892, Lý Khắc Dụng và Vương Xử Tồn tiến công Vương Dung, song bị đẩy lui.
Năm 895, Vương Xử Tồn qua đời, binh lính ủng hộ con trai ông là Vương Cáo kế nhiệm. Đường Chiêu Tông truy thụy cho ông là Trung Túc.